# Bones UK
Bones UK (пишется BONES UK) — английская рок-группа из Камден-тауна, Лондон. Состоит из вокалистки / ритм-гитаристки Рози Боунс (Rosie Bones), гитаристки Кармен Венденберг (Carmen Vandenberg) и барабанщика Хейви (Heavy).
Дуэт Рози и Кармен сформировался на блюзовой сцене в их родном городе. С 2012 по 2014 год они выступали в женской группе Fake Club, а затем в том же году сформировали Bones UK. В начале карьеры они привлекли внимание музыканта Джеффа Бека, который попросил группу помочь с написанием его альбома Loud Hailer, вышедшего в 2016 году, и выступить с ним в туре. С тех пор Bones UK проживают в Лос-Анджелесе, штат Калифорния.
Группа самостоятельно выпустила несколько синглов перед выходом своего дебютного одноименного альбома 12 июля 2019 года на лейбле Sumerian Records. На диске, спродюсированном Филиппо Чиматти, Bones UK противопоставляют себя многому, от «комплекса индустрии красоты» до токсичной мужественности, сексизму на музыкальной сцене. Альбом также включают в себя кавер-версию песни Дэвида Боуи «I'm Afraid of Americans», появившуюся после того, как Говард Стерн попросил группу записать песню для трибьют-альбома Боуи.
После успеха «Pretty Waste», попавшего также на саундтрек фильма Люка Бессона «Анна», сингл был номинирован на премию Грэмми за лучшее рок-исполнение в ноябре 2019 года. В январе 2020 года Bones UK выпустили EP под названием «Unplugged» и короткометражный фильм об их исполнении онлайн. В 2021 году был выпущен сингл к мультсериалу Arcane под названием «Dirty Little Animals».

## Дискография
Студийные альбомы
- Bones UK (2019)

Синглы
- «Fat» (2016)[14]
- «Beautiful is Boring» (2017)[15]
- «Pretty Waste» (2019) – № 27 в чарте Mainstream Rock Songs[16]
- «Filthy Freak» (2019)[17]
- «Choke» (2019)[18]

Видеоклипы
- «Beautiful Is Boring» – реж. Алекс Уоррен (Alex Warren)[19]
- «Creature» – реж. Рози Боунс и Гил Клэбин (Gille Klabin)[20]
- «Filthy Freaks» – реж. Райан Валдез[21]
- «Choke» – реж. Гил Клэбин[22]
- «I'm Afraid of Americans» – реж. Эрик Фёртин[23]